# Roberta Peters
Roberta Peters, nacida como Roberta Peterman (The Bronx, Nueva York; 4 de mayo de 1930-Rye, Nueva York; 18 de enero de 2017), fue una soprano de coloratura estadounidense cuya carrera se extendió desde 1950 a 1985. Por su esbelta figura y condiciones vocales fue una de las preferidas de la audiencia norteamericana en la década de 1950-60, con larga trayectoria en el Metropolitan Opera. En 1998 recibió la Medalla de las Artes.

## Biografía
Fue la única hija de la sombrerera Ruth Hirsch y del zapatero Solomon Peterman, de origen judío y comenzó a estudiar canto desde temprana edad alentada por el tenor Jan Peerce, con William Herman. Después de seis años de entrenamiento la presentó al célebre empresario Sol Hurok, quien arregló una audición con Rudolf Bing, gerente del Metropolitan Opera. Bing la hizo cantar siete veces seguidas el aria de la Reina de la noche, escuchándola desde diferentes sitios del teatro contratándola para debutar en febrero de 1951.
El 17 de noviembre de 1950, Bing le telefoneó pidiéndole que debutara como Zerlina en Don Giovanni, porque la soprano designada había enfermado. Así debutó Peters sin haber cantado nunca antes en un teatro ni con orquesta. La representación fue consagratoria bajo la dirección de Fritz Reiner.
Rápidamente se convirtió en la soubrette favorita del público estadounidense en papeles como Susanna en Le nozze di Figaro, Despina en Cosi fan tutte, Amore en Orfeo ed Euridice, Marzeline en Fidelio, Rosina en Il barbiere di Siviglia, Adina en L'elisir d'amore, Norina en Don Pasquale, Oscar en Un ballo in maschera, Nanetta en Falstaff, Olympia en Les contes d'Hoffmann, Sophie en Der Rosenkavalier, Zerbinetta en Ariadne auf Naxos, Adele en Die Fledermaus añadiendo posteriormente Amina en La Sonnambula, Lucia en Lucia di Lammermoor y Gilda en Rigoletto, su rol de despedida en 1985.
Cantó también en la Lyric Opera of Chicago y la Ópera de San Francisco cantando Lakmé, Julieta en Romeo y Julieta, Manon, Violetta en La Traviata, e incluso Mimi en La Bohème. 
Peters actuó también en el Royal Opera House, Wiener Staatsoper, Festival de Salzburgo, teatros de Italia, China y el Bolshoi en 1972 donde recibió la Medalla del Bolshoi. Cantó el sexteto de Lucia en la gala del centenario del Met en 1983 y siguió actuando esporádicamente hasta 1994.
Figura popular en apariciones televisivas en The Voice of Firestone y el Ed Sullivan Show donde apareció 65 veces cantando arias clásicas del repertorio.
Estuvo brevemente casada con el barítono Robert Merrill en 1952. Se volvió casar en 1955 con Bertram Fields, con quien tuvo dos hijos.

## Discografía
- Gluck - Orfeo y Eurídice - Rise Stevens, Lisa della Casa, Roberta Peters - Pierre Monteux  (Urania Records).
- Mozart - Las bodas de Fígaro - Lisa della Casa, George London, Roberta Peters, Giorgio Tozzi, Rosalind Elias - Erich Leinsdorf  (Sony Classical).
- Mozart - La flauta mágica - Evelyn Lear, Roberta Peters, Fritz Wunderlich, Dietrich Fischer-Dieskau, Franz Crass - Karl Böhm  (Deutsche Grammophon).
- Rossini - El barbero de Sevilla - Robert Merrill, Roberta Peters, Cesare Valletti, Fernando Corena, Giorgio Tozzi - Erich Leinsdorf  (BMG Music).
- Donizetti - Lucía de Lammermoor - Roberta Peters, Jan Peerce, Philip Maero, Giorgio Tozzi - Erich Leinsdorf  (BMG Music).
- Donizetti - L'Elisir d'Amore - Roberta Peters, Frank Guarrera, Carlo Bergonzi, Fernando Corena - Thomas Schippers  (Sony Classical).
- Donizetti - Don Pasquale - Fernando Corena, Roberta Peters, Cesare Valletti, Frank Guarrera - Thomas Schippers  (Urania Records).
- Verdi - Rigoletto - Robert Merrill, Roberta Peters, Jussi Bjorling, Giorgio Tozzi - Jonel Perlea  (Sony Classical).
- Strauss - Ariadna en Naxos - Leonie Rysanek, Roberta Peters, Sena Jurinac, Jan Peerce - Erich Leinsdorf  (BNF Collection).